# Sông Đắk Huýt
Sông Đắk Huýt (tên khác: Sông Prek Đắk Hươp, Sông Prêk Đắk Dang) là một con sông đổ ra Sông Bé. Sông Đắk Huýt chảy qua các tỉnh Bình Phước, Đắk Nông .
Sông có chiều dài 120 km và diện tích lưu vực là 570 km² .

## Dòng chảy
Sông Đắk Huýt bắt nguồn từ vùng núi xã Quảng Trực huyện Tuy Đức tỉnh Đắk Nông, với dòng chính là suối Prek Đăk Dang 12°19′59″B 107°20′42″Đ / 12,333102°B 107,3451°Đ. Một số dòng khác là ở bên Campuchia.
Sông chảy hướng tây nam, một đoạn dài là đường biên giới thiên nhiên giữa Việt Nam - Campuchia.

## Chỉ dẫn
1. ↑  Trong tiếng các dân tộc thuộc nhóm ngôn ngữ Môn-Khmer ở Tây Nguyên và trong tiếng Việt cổ (trước thế kỷ 16, xem Chữ Nôm) thì đăk đã có nghĩa là nước, sông, suối, còn krông nghĩa là sông.